# Lead guitar
Lead guitar (hay còn gọi là solo guitar) là một thuật ngữ dùng để chỉ người nghệ sĩ guitar chơi nhạc theo giai điệu, những câu nhạc fill của trống, các khúc guitar solo và đôi khi là một số đoạn riff nằm trong khuôn khổ một ca khúc. Phần lead này có sự xuất hiện của tiếng guitar, thông thường chơi dựa theo một nốt duy nhất hoặc đánh hai nốt cùng một lúc. Trong nhiều dòng nhạc như rock, heavy metal, blues, jazz, punk, fusion, đôi khi là pop và một số thể loại khác, những câu nhạc lead guitar thường được hỗ trợ tiết tấu bởi một tay guitar thứ 2 đánh rhythm guitar, kèm theo là các hợp âm và riff.

## Vai trò trong một ban nhạc
Trong một ban nhạc có hai chân guitar, có thể tồn tại sự phân chia về mặt lô-gíc giữa hai vị trí lead và rhythm guitar, dù cho chuyện phân chia này có thể không nhất quán. Hai nghệ sĩ guitar có thể biễu diễn song tấu với nhau cũng như hoán đổi hai vị trí cho nhau. Bên cạnh đó nếu có hai nghệ sĩ guitar trở lên, họ có thể chia sẻ cả vai trò lead và rhythm trong suốt buổi diễn, hoặc tất cả cùng chơi một vị trí (ví dụ như cặp lead guitar hay cặp rhythm guitar). Thông thường, một số cây guitar chơi những nốt nhạc riêng có thể tạo ra các mẫu hợp âm trong lúc trộn "những giai điệu trên" với các đoạn nhạc hòa tấu đồng âm, nhằm tạo ra những hiệu ứng âm thanh độc đáo kết hợp với các hiệu ứng đặc biệt bằng âm thanh điện tử, làm biến tấu sắc thái âm thanh. Ví dụ như hiệu ứng "hợp âm" hoặc các nốt đôi làm cho cây đàn đánh ra những khúc lead tiếng to đáng kể. Đôi khi lead còn giúp khán giả có thể lắng nghe tại những đêm diễn ầm ĩ hoặc mở to tiếng nhạc cả về mặt thẩm mỹ lẫn điện tử học.